# Chirosia nigripes
Chirosia nigripes är en tvåvingeart som beskrevs av Mario Bezzi 1895. Chirosia nigripes ingår i släktet Chirosia och familjen blomsterflugor. Arten är reproducerande i Sverige. Inga underarter finns listade i Catalogue of Life.